# Pannkakskyrkan
Pannkakskyrkan är en kristen, ekumenisk evangelisationsrörelse bland ungdomar som startade i Uppsala 2006 och som 2015 finns på många platser i Sverige.
Fokus och inriktning för Pannkakskyrkans verksamhet är att i citymiljöer främst under kvällar och nätter bjuda på nygräddade pannkakor samtidigt som man berättar om den kristna tron och erbjuder hjälp till den som önskar att be till Gud. Målet med Pannkakskyrkan är att träffa främst ungdomar som är ute på stan och vara en utåtriktad kyrka med ett tilltal till den unga generationen och vara ett komplement till de traditionella kyrkornas verksamhet.

## Verksamhet
Är 2015 är enligt uppgift på Pannkakskyrkans webbsida femton lokala Pannkakskyrkor konstituerade som föreningar anslutna till riksorganisationen. Det finns också ännu fler pannkakskyrkor som inte är anslutna till Pannkakskyrkan Riks utan kanske är som en utåtriktad verksamhet som arrangeras som en pannkakskyrka av en eller flera lokala kristna församlingar.
På somrarna har Pannkakskyrkan arrangerat Sverigetouren då man turnerar runt i Sverige, besöker olika ungdomsfestivaler för att nå ut med sin verksamhet och inspirerat till evangelisation och att starta Pannkakskyrkor.
Varje år håller Pannkakskyrkan Riks sitt årsmöte i samband med en konferens som man kallar för Union. Generalsekreterare för Pannkakskyrkan är Samuel Lundström och organisationens huvudkontor finns i Uppsala.

## Vision
Organisationen beskriver själv sin vision på följande sätt:
| ”                              | Pannkakskyrkan vill vara mitt i ungdomsvärlden, speciellt där behoven är som störst, för att som gemenskap leva ”Jesusliv” där det behövs som mest. Vår längtan är att få skämma bort de vi får möta med den kärlek vi själva fått erfara från Gud i ord, handling och i kraft. En annan del, och minst lika viktig, av Pannkakskyrkans vision är att skapa utrymme för lärjungaskap – en plats där ungdomar från kyrkan får uppmuntras och växa i efterföljelse till Jesus och det liv han levde. | „ |
| – http://www.pannkakskyrkan.se | |   |

## Historik
Tillsammans med kristna ungdomar från flera olika kyrkor i Uppsala startade Samuel Lundström och Josefin Lundström (tidigare Söderstjärna) Pannkakskyrkan sommaren 2006 först med namnet Sommarkyrkan för att man ville gå ut och berätta om tron på Jesus bland ungdomar i stadsparken. Pannkakskyrkan har fått uppmärksamhet både innanför och utanför kyrkliga miljöer.  År 2011 blev Pannkakskyrkan tilldelad Evangelistfondens stipendium som Årets organisation.
År 2011 startades Pannkakskyrkans riksorganisation en ungdomsorganisation som samlar de olika lokala initiativ som finns och har som mål att stötta upp och leda arbetet med de olika pannkakskyrkorna som väljer att ansluta sig till riksorganisationen.